# ترسيم المرأة في رتب دينية

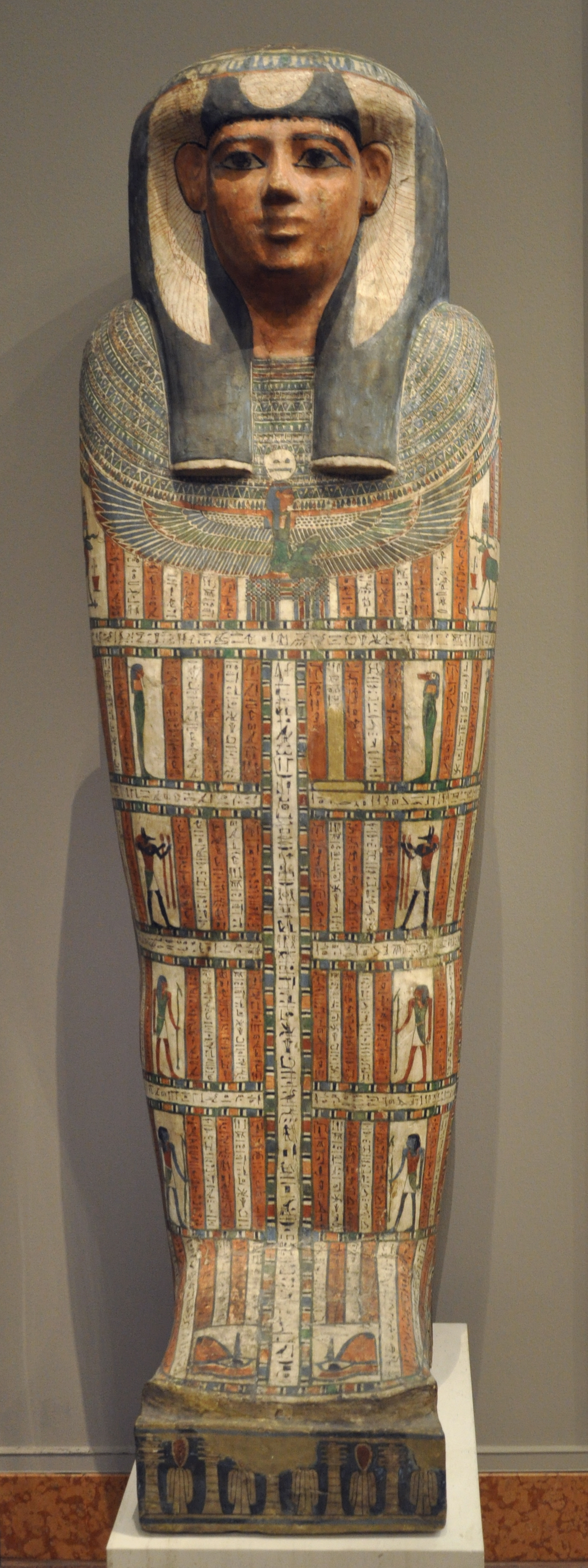
ناووس الكاهنة المصرية إست إن خب، الأسرة الخامسة والعشرون أو السادسة والعشرون (من القرن السابع إلى القرن السادس ق.م).

تنصيب أو ترسيم المرأة في منصب كاهن أو قس (بالإنجليزية Ordination of women) هي ممارسة شائعة بصورة متزايدة بين بعض المجموعات الدينية الرئيسية في الوقت الحاضر. لا تزال هذه الممارسة مثيرة للجدل عند بعض الطوائف المسيحية إذ اقتُصرت الترسيم (العملية التي تُفهم بأن بها يُكرس أو يُخصص الشخص بواسطة الله لقيادة الشعائر الدينية المختلفة) منذ نحو 2000 سنة على الرجال فقط.
في بعض الحالات سُمح للمرأة بالترسيم كاهنةً فقط، وليس بشغل مناصب أعلى، مثل منصب الأسقف في كنيسة إنجلترا (حتى يوليو 2014). في الحالات التي تحظر فيها القوانين التمييز الجنسي في التوظيف، غالبًا ما يُستثنى الإكليروس (مثلًا في الولايات المتحدة).

## المسيحية
في تقاليد الشعائر الدينية المسيحية -بما في ذلك الكنيسة الكاثوليكية الرومانية والكنائس الأرثوذكسية الشرقية والكنائس اللوثرية والإنجيلية- يشير مصطلح «ترسيم» خاصةً إلى ضم شخص في إحدى درجات الأسقفية أو القسيسية أو الشماسية. يختلف هذا عن عملية التكريس في النظام الديني المسمى الرهبنة -أي الرهبان والراهبات- التي تكون متاحة للنساء والرجال. تعتبر بعض الطوائف البروتستانتية الترسيم بوجه عام على أنه قبول الشخص للعمل الرعوي.

يدّعي المؤرخون غاري ماسي وكيفين ماديجان وكارولين أوزيك أن لديهم حالات موثقة عن ترسيم المرأة في المسيحية المبكرة. ذكرت رسالة بولس إلى روما - كُتبت في القرن الأول الميلادي- امرأة شماسة:
«أوصيكم بأختنا فيبي، خادمة كنيسة كنخاريا» رو16:1
وأشار إكليمندس السكندري إلى ذكر بولس للشماسات في 1 تيموثاوس 3:11، علق أوريجانوس أيضًا على فيبي الشماسة، التي ذكرها بولس في رو 16:1,2:
«يُعلِّم هذا النص بسلطة الرسول أنه حتى النساء يُقمن شماسات في الكنيسة، وهذه هي الوظيفة التي مورست في كنيسة كنخاريا بواسطة فيبي، التي كانت موضع مدح وتوصية من بولس... وهكذا يُعلِّم هذا النص في الوقت نفسه أمرين: أن هنالك -كما سبق وقلنا- شماسات نساء في الكنيسة، وأن النساء اللواتي يستحقن بأعمالهن الصالحة أن يمدحهن الرسول، يجب أن يُقبلن في الشماسية».
كتب غريغوريوس النزينزي الكبادوكي إلى غريغوريوس النيصي عن ثيؤسبيا: «فخر الكنيسة، زينة المسيح، أفضل جيلنا، صوت المرأة الحرة، ثيؤسبيا، الأكثر شهرة بين الإخوة، متميزة في جمال الروح، ثيؤسبيا، شخصية كهنوتية بالحقيقة، وشريكة الكاهن، المماثلة في التكريم والمستحقة للأسرار المقدسة».
في سنة 434، في استجابة لورود تقارير بأن النساء يخدمن المذبح في جنوب إيطاليا، كتب البابا غاليليوس الأول رسالة يدين فيها اشتراك المرأة في الاحتفال بالإفخارستيا. إذ يعتقد أن هذه الوظيفة مخصصة للرجال.
قد يشير مؤيدو ترسيم المرأة إلى دور الشخصيات النسائية البارزة في الكتاب المقدس مثل: فيبي وجونيا (التي تُعتبر رسولة من قِبل بولس) وغيرهم في الرسالة إلى أهل روما 16: 1 وتلميذات يسوع والنساء عند الصليب -اللاتي كن أول شهود على قيامة المسيح- كدليل داعم على أهمية النساء باعتبارهم قائدات في الكنيسة المبكرة. قد يعتمدون أيضًا على التأويلات المفسرة لصياغة النص المقدس الكتابي المتعلق بالجندر.

### الأرثوذكس
تتبع الكنيسة الأرثوذكسية نهجًا مماثلًا للكنيسة الكاثوليكية الرومانية فيما يتعلق بترسيم الأساقفة والكهنة، ولا تسمح بترسيم المرأة لتلك المناصب.

زعم توماس هوبكو وإفانجيلوس ثيؤدورو أن الشماسات من الإناث كُنَّ يُرسمن في العصور القديمة. تابع ك. فيتزجيرالد وعزز بحث ثيؤدورو. وكتب المطران كاليستوس وير:
«من المؤكد أن الشماسية اعتبرت «ترسيم» كهنوتي خلال القرون الأولى في كل أحوال الشرق المسيحي. يعتبر بعض الكّتاب الأرثوذكس أن الشماسية خدمة علمانية. وهناك أسباب قوية لرفض هذا الرأي. في الطقوس البيزنطية يكون المنصب الشعائري لوضع اليد على الشماسات موازيًا تمامًا لنظيره في الشمامسة، وهكذا فإن مبدأ لكس أورندي، لكس كريديندي -ممارسة الكنيسة في العبادة هي دليل صحة إيمانها- يتبع ذلك أن الشماسات، وكذلك الشمامسة، ينعمون بتشريع سرائري واحد: ليس فقط خيروثيسيا (باليونانية χειροθεσια)، بل خيروتونيا (باليونانية χειροτονια)».

### البروتستانت
هناك عقيدة إلهية رئيسية للإصلاحيين ومعظم البروتستانت الأخرين، وهي كهنوت جميع المؤمنين. اعتبروها عقيدة هامة لدرجة أن البعض أطلق عليها اسم «حقيقة واضحة من الكتاب المقدس».
خلال القرن الماضي، بدأ عدد متزايد من الطوائف بترسيم النساء. عينت كنيسة إنجلترا قارئات علمانيات خلال الحرب العالمية الأولى. ولاحقًا بدأت الكنيسة المتحدة الكندية في علام 1936 (ليديا إميلي غروشي) والكنيسة الميثودية المتحدة الأمريكية في عام 1956 بترسيم النساء. وكانت أول امرأة مديرة للكنيسة المتحدة الكندية -وهو منصب متاح للكهنة والعلمانيين- هي القس لويس مريام ويلسون، التي خدمت في الفترة 1980-1982.
في 1918، أصبحت ألما بريدويل وايت -رئيسة كنيسة النار- أول امرأة تُعين أسقفًا في الولايات المتحدة.
حاليًا، ترسم ما يزيد عن نصف الطوائف البروتستانتية النساء. لكن البعض يُقيد المناصب الرسمية التي يمكن أن تشغلها المرأة. على سبيل المثال، يرسم البعض النساء للخدمة في الجيش أو المستشفيات، لكنهم يمنعهن من الخدمة بالدور الذي تضطلع به الأبرشيات. أكثر من ثلث طلاب المعاهد الدينية (نصفهم تقريبًا في بعض المعاهد) من النساء.

### الروم الكاثوليك
تعاليم الكنيسة الكاثوليكية الرومانية، مثلما أكدها البابا يوحنا بولس الثاني في الرسالة الرسولية (مرسوم ساكردوتاليس)، هي «أن الكنيسة ليس لديها أي سلطة على الإطلاق لمنح الترسيم الكهنوتي للمرأة، وأن هذا القرار يُصان بشكل قاطع من قبل جميع المؤمنين في الكنيسة». يتجسد هذا التعليم في القانون الكنسي الحالي رقم 1024 وفي التعليم المسيحي للكنيسة الكاثوليكية (1992) من خلال البيان الكنسي: «لا ينال الترسيم المقدس سوى رجل مُعمد (باللاتينية vir)». فيما يتعلق بالترسيم الكهنوتي والأسقفية، تُعلم الكنيسة الكاثوليكية الرومانية أن هذا الشرط هو من الشريعة الإلهية؛ إذ ينتمي إلى وديعة الإيمان وغير قابل للتغيير.
في عام 2007، أصدر الكرسي الرسولي مرسومًا ينص على أن محاولة ترسيم امرأة ستؤدي إلى حُرُم تلقائي للنساء، وللأساقفة الذين يحاولون ترسيمهم، وفي عام 2010، اعتُبرت محاولة ترسيم النساء «إثمًا عظيمًا».
كُلفت لجنة بابوية رسمية أمر بها البابا فرنسيس في عام 2016 بتحديد ما إذا كانت الممارسة القديمة المتمثلة في وجود شمامسة من الإناث (شماسات) مستطاعة- في حال كُنَّ غير مرسومات، وأن بعض المهام المخصصة للشمامسة الذكور الدائمين أو المؤقتين -قراءة الإنجيل في القداس وإلقاء العظة والتعميد غير الطارئ- لن يُسمح بها لشماسة أنثى.

## الإسلام
رغم أن المسلمين لا يرسّمون الزعماء الدينيين بشكل رسمي، فإن الإمام له القيادة الروحية والسلطة الدينية. هناك جدل محتدم حاليًا بين المسلمين حول الظروف التي يمكن فيها للمرأة أن تتصرف كإمام -أي  تؤم جماعة في الصلاة. تتفق ثلاثة من المذاهب السنية الأربع -فضلًا عن العديد من الشيعة- على أنه يجوز للمرأة أن تقود جماعة تتألف من نساء فقط في الصلاة، رغم أن المذهب المالكي لا يسمح بذلك. وفقًا لجميع المذاهب الإسلامية التقليدية القائمة حاليًا لا يمكن للمرأة أن تؤم جماعة مختلطة من الجنسين في الصلاة. تستثني بعض المذاهب صلاة التراويح (صلاة تطوعية في رمضان) أو جماعة تتكون من أقارب فقط. اعتبرت بعض الدراسات في العصور الوسطى -بما في ذلك الطبري (932-838)، وأبو ثور (764-854)، والمزني (791-878)، وابن عربي (1165-1240)- أن هذه الممارسة مسموح بها في الصلوات الزائدة (النافلة) على الأقل. رغم أن آرائهم لا تقبلها أي طائفة رئيسية من الطوائف المتبقية. بدأ أنصار الحركة النسوية الإسلامية في الاحتجاج على هذا.
منذ القرن التاسع عشر في الصين، أوجدت مساجد للنساء تسمى نوزي (بالإنجليزية nusi) وأئمة إناث، وما تزال باقية حتى اليوم.
في سنة 1994، أصبحت أمينة ودود (أستاذة الدراسات الإسلامية بجامعة فرجينيا كومنولث، المولودة في الولايات المتحدة) أول امرأة في جنوب إفريقيا تُلقي خطبة الجمعة، وفعلت ذلك في مسجد طريق كليرمونت الرئيسي في كيب تاون بجنوب أفريقيا.
في عام 2004، ألقت مريم ميرزا البالغة من العمر 20 عامًا النصف الثاني من خطبة عيد الفطر المبارك في مسجد إيتوبيكوك في تورنتو، أونتاريو، كندا الذي تديره الجمعية الإسلامية المتحدة.
في عام  2004 في كندا، أمت ياسمين شادير جماعة مختلطة (رجال يصلون مع نساء ويستمعون إلى الخطبة) في صلاة العشاء. هذه أول مناسبة تُسجل في العصر الحديث تؤم فيها امرأة جماعة في الصلاة في مسجد.
في 18 مارس 2005، ألقت أمينة ودود خطبة، وأمت صلاة الجمعة لجماعة إسلامية تتألف من رجال ونساء، دون ستار يفصل بين الرجال والنساء. أقامت امرأة أخرى -سهيلة العطار- الصلاة دون ارتداء حجاب. تم ذلك في مجمع السنودس بكاتدرائية القديس يوحنا اللاهوتي في نيويورك، بعد أن رفضت المساجد استضافة الحدث. كانت هذه هي المرة الأولى المعروفة التي تؤم فيها امرأة جماعة إسلامية مختلطة الجنس في الصلاة في التاريخ الأمريكي.
في أبريل 2005، قادت رحيل رضا -المولودة في باكستان- أول صلاة جمعة مختلطة بين الجنسين، إذ ألقت خطبة وأمّت صلاة الجماعة المختلطة بين الجنسين التي نظمها الكونغرس الكندي المسلم للاحتفال بيوم الأرض في وسط مدينة تورنتو في الفناء الخلفي لمنزل الناشط طارق فتاح.
في 1 يوليو 2005، أصبحت باميلا تايلور -الرئيسة المشاركة للاتحاد الإسلامي التقدمي في نيويورك، والتي اعتنقت الإسلام عام 1986- أول امرأة تقود صلاة الجمعة في مسجد كندي، وفعلت ذلك بين جماعة من الرجال والنساء. وبالإضافة إلى إمامة المصلين، ألقت تايلور خطبة حول أهمية المساواة بين الناس بغض النظر عن النوع أو العرق أو الميول الجنسية أو الإعاقة.
في أكتوبر 2005، أمّت أمينة ودود صلاة جماعة مختلطة بين المسلمين في برشلونة.
في عام 2008، ألقت باميلا تايلور خطبة الجمعة وأمت الصلوات المختلطة بين الجنسين في تورنتو في مسجد الأمة النبوية UMA بدعوة من المؤتمر الإسلامي الكندي في يوم كندا.
في 17 أكتوبر 2008، أصبحت أمينة ودود أول امرأة تؤم جماعة إسلامية مختلطة في الصلاة في المملكة المتحدة عندما أمّت صلاة الجمعة في كلية ولفسون التابعة لأكسفورد.
في عام 2010، أصبحت رحيل رضا أول امرأة مسلمة المولد تقود جماعة بريطانية مختلطة الجنس في صلاة الجمعة.
في عام 2014، ألقت عفراء جلبي -الصحفية السورية الكندية والداعية للسلام- خطبة عيد الأضحى في مركز نور الثقافي في تورنتو، كندا.

## اليهودية
كانت هناك رابية واحدة من نساء حركة الحاسيديم تُدعى هانا راشيل فيربرماكر، والمعروفة أيضًا باسم عذراء لودمير، والتي نشطت في القرن التاسع عشر. في عام 1935 رُسمت ريجينا جوناس على يد حاخام ألماني وأصبحت أول الحاخامات الإناث في العالم. أصبحت سالي بريزاند أول حاخامة في اليهودية الإصلاحية في عام 1972. أصبحت ساندي أيزنبرغ ساسو أول حاخامة في اليهودية التعميرية في عام 1974، أصبحت لين غوتليب أول حاخامة في التجديد اليهودي عام 1981، أصبحت إيمي إيلبرغ أول حاخامة في اليهودية المحافظة في عام 1985، وأصبحت تامارا كولتون في عام 1999 أول حاخامة في اليهودية الإنسانية من أي من الجنسين. تُمنح النساء في اليهودية المحافظة، والإصلاحية، والتعميرية، والتجديدية، والإنسانية بشكل ترتيبي الترسيم (بالعبرية סמיכה) على أساس متكافئ مع الرجل. هذه الصيغة من الترسيم غير صالحة وفقًا لليهودية الأرثوذكسية وطريقة تفسيرها للشريعة اليهودية.
في يونيو 2009، رُسمت آفي فايس ساره هورويتز تحت اسم «ماهارات» (وهو اختصار مانهايغا هيلخيت رخانيت تورانت) بدلًا من «حاخامة». في فبراير 2010، أعلنت فايس أنها ستغير ماهارات إلى لقب أكثر شهرة «رابا». كان الهدف من هذا التغيير هو توضيح موقف هورويتز كعضو كامل في المعهد العبري لموظفي حاخامات ريفرديل. انتقد كلٍ من أغودات يسرائيل والمجلس الحاخامي الأمريكي هذا التغيير واصفًا إياه بأنه « خارج عن إطار اليهودية الأرثوذكسية». أعلنت فايس وسط الانتقادات أن مصطلح «رابا» لن يُستخدم بعد الآن لطلابها في المستقبل. وفي عام 2009 أيضًا، أسست فايس مدرسة يشيفات ماهارات، وهي مدرسة «مكرسة لإعطاء المرأة الأرثوذكسية الكفاءة في تعلم التلمود وتدريسه، وفهم القانون اليهودي وتطبيقه في الحياة اليومية، فضلًا عن الأدوات الأخرى اللازمة ليكن قادات مجتمعات يهودية». في عام 2015، رُسمت يافا إبستين حاخامةً من قِبل يشيفات ماهارات. أيضًا في عام 2015، رُسمت ليلى كيجدان حاخامةً من قِبل نفس المنظمة، ما جعلها أول خريجة للمنظمة تحمل لقب حاخامة. ولا تزال هورويتز تستعمل لقب رابا، ويعتبرها البعض أنها أول حاخامة أنثى من الأرثوذكس.
لكن، في خريف عام 2015 أصدر المجلس الحاخامي الأمريكي قرارًا ينص على أنه «لا يجوز لأعضاء المجلس الحاخامي الأمريكي الذين يشغلون مناصب في المؤسسات الأرثوذكسية أن يرسموا النساء في الحاخامية الأرثوذكسية، بغض النظر عن اللقب المستخدم سواء كان تعيين أو تصديق على تعيين امرأة في منصب حاخامي في مؤسسة أرثوذكسية، ولا يجوز السماح بإعطاء لقب يشير إلى ترسيم حاخامة من قِبل معلمي منظمة ليمودي كوديش في مؤسسة أرثوذكسية». على نحو مماثل، في خريف عام 2015، شجبت جماعة أغودات يسرائيل الأمريكية التحركات الرامية إلى ترسيم النساء، بل إنها ذهبت إلى أبعد من ذلك؛ فأعلنت أن مدرسة يشيفات ماهارات، ويشيفات تشوفيفى توراه، والأرثوذكسية المفتوحة، والكيانات التابعة لها الأخرى تشبه غيرها من الحركات المنشقة عبر التاريخ اليهودي في رفضها للمعتقدات الأساسية لليهودية.